# مارن لا کوکت
مارنس لا کوکت (به فرانسوی: Marnes-la-Coquette) یک کمون (فرانسه) در فرانسه است که در Seine-et-Oise واقع شده‌است. مارنس لا کوکت ۳٫۴۸ کیلومتر مربع مساحت دارد.